# Luguntenkopf
Luguntenkopf är en bergstopp i Österrike.   Den ligger i distriktet Bregenz och förbundslandet Vorarlberg, i den västra delen av landet, 500 km väster om huvudstaden Wien. Toppen på Luguntenkopf är 1 702 meter över havet, eller 191 meter över den omgivande terrängen. Bredden vid basen är 3,1 km.
Terrängen runt Luguntenkopf är kuperad åt nordost, men åt sydväst är den bergig. Närmaste större samhälle är Dornbirn, 18,9 km väster om Luguntenkopf. 
I omgivningarna runt Luguntenkopf växer i huvudsak blandskog. Runt Luguntenkopf är det ganska tätbefolkat, med 144 invånare per kvadratkilometer.